# پریبویسکا گولشا
پریبویسکا گولشا (به صربی: Pribojska Goleša) یک منطقهٔ مسکونی در صربستان است که در پریبوی واقع شده‌است. پریبویسکا گولشا ۲۰۴ نفر جمعیت دارد.